# لوئیجی دی فرانکو
لوئیجی دی فرانکو (انگلیسی: Luigi Di Franco؛ زادهٔ ۱۸ نوامبر ۱۹۱۸) بازیکن فوتبال اهل ایتالیا است.
از باشگاه‌هایی که در آن بازی کرده‌است می‌توان به باشگاه فوتبال ونتزیا اشاره کرد.